# جيف بارون
جيف بارون (بالإنجليزية: Jeff Baron)‏ هو مؤلف وكاتب سيناريو وكاتب مسرحي أمريكي، ولد في القرن العشرين.

## وصلات خارجية
- جيف بارون على موقع IMDb (الإنجليزية)
- جيف بارون على موقع أول موفي (الإنجليزية)